# Bachelor of Divinity
Nelle università occidentali un Bachelor of Divinity (baccellierato in divinità, abbreviato in BD o BDiv) è di solito un titolo accademico post laurea conseguito dopo un corso di studi in teologia o, raramente, studi religiosi.
In alcune istituzioni il Bachelor of Divinity non era considerato come di grado inferiore a Bachelor of Arts. Presso l'Università di Cambridge il B.D. rimane una qualifica post laurea di specializzazione ed i candidati devono aver già completato un corso di laurea prima di essere ammessi; lo stesso era precedentemente vero all'Università di Oxford, dove il titolo accademico ha cessato di essere offerto nel 2005. L'ammissione al BD di Cambridge è aperta solo ai laureati di quella università ed è anche un diploma post laurea. Il BD dell'Università di Durham è di natura analoga e disponibile per i laureati dopo un corso di studi di sette anni. Viene assegnato sulla base dei lavori pubblicati di entità simile a un PhD, un dottorato di ricerca - la base solita per l'assegnazione del titolo è un libro. Il St Mary's College dell'Università di St. Andrews - dove il titolo principale di laurea è il MTheol (Master of Theology) - offre il BD a seguito di un corso triennale di studi per i laureati in altre discipline.
Nella maggior parte delle università moderne, il Bachelor of Divinity è sostanzialmente equivalente ad una laurea Bachelor of Arts con una specializzazione in divinità. Relativamente pochi istituti rilasciano dei diplomi Bachelor of Divinity oggi e la distinzione tra le istituzioni che assegnano tali gradi accademici e quelle che rilasciano diplomi B.A. (Bachelor of Arts) per materie teologiche riguarda solitamente la burocrazia universitaria, piuttosto che il curriculum di studi.
Esempi attuali di quando questo grado viene insegnato come un programma di laurea nel Regno Unito sono: l'Università di St. Andrews (dove le matricole devono essere in possesso di una laurea in un'altra disciplina), la Queen's University Belfast, l'Università del Galles a Lampeter, l'Università di Bangor, l'Università di Aberdeen, l'Università di Edimburgo, l'Università di Glasgow. Notare che la preminenza delle cognizioni scozzesi è dovuta al fatto che il B.A. è alternativo al Master of Arts scozzese.
L'Heythrop College dell'Università di Londra offre il corso Bachelor of Divinity parallelamente ad un programma di studi Bachelor of Arts in Teologia. Tuttavia, qui il B.D. è indicato per i candidati al sacerdozio della Chiesa cattolica romana. Nato come istituzione gesuita, è un centro specializzato per lo studio della teologia e filosofia e discipline correlate.
In Irlanda il St. Patrick's College di Maynooth (università pontificia) conferisce il Bachelor in Divinity (BD), acessibili a gli studenti che hanno già completato studi in teologia o filosofia. La maggior parte degli altri seminari cattolici come Clonliffe, Thurles, Carlow ecc. conferisce il titolo di B.D. Il Trinity College di Dublino come tradizionalmente fa per il clero della Chiesa d'Irlanda conferisce un Bachelor in Divinity (B.D.), classificato come un corso post laurea. Anche l'Union Theological College presbiteriano come parte della Queen's University di Belfast conferisce il Bachelor of Divinity quale titolo di laurea (undergraduate).
Il Bachelor of Divinity conferito nell'Asia meridionale dai collegi affiliati sotto il Senate of Serampore College (University) di Serampore è un corso post laurea, solo i laureati possono immatricolarsi per il B.D.
Lo stesso è applicato in Nuova Zelanda, dove il corso di laurea è il MTh (Master of Theology). Fino a poco tempo entrambi erano stati offerti presso l'Università di Otago. Il B.D. è il titolo accademico più vecchio e di solito era conseguito da chi si preparavano per il ministero del culto e del sacramento della chiesa presbiteriana .
Il Master of Divinity ha sostituito il "Bachelor of Divinity" nella maggior parte dei seminari degli Stati Uniti come first professional degree, dal momento che il precedente titolo nel sistema accademico americano era alla pari con un Bachelor of Arts e altri undergraduate education di base anche se un diploma di laurea (Baccellierato) è stato e rimane un prerequisito per l'ammissione ai programmi di studi per il '"laureato in divinità" (Master of Divinity).
In Svezia il Teologie kandidat (candidato in teologia, abbreviato teol.kand. o TK), è una qualifica di base per chi ha superato la facoltà di teologia.
La qualifica di teologia è stata introdotta nel 1903 al posto del grado precedente teoretisk teologisk examen (teorico teologico) (o dimissionsexamen, introdotto nel 1831), e così come pratica all'esame teologico necessario per la laurea di un sacerdote. Il titolo di studio di teologia era comunque già il grado più basso dopo gli studi presso le facoltà teologiche (un esame completo, paragonabile piuttosto ad una licenza in teologia). Nel contesto dell'istruzione superiore, nel 1977, la laurea in Divinità è stata abolita ed è stata sostituita con il diploma di laurea in studi religiosi, ma è stato reintrodotta nel 1986.
Attraverso i cambiamenti dell'istruzione svedese superiore intrapresi nel quadro del cosiddetto processo di Bologna, in vigore dal 1º luglio 2007, il titolo in Divinità cessa di essere una qualifica speciale, e diventa invece una laurea generale in tema di teologia. Il termine sarà ancora lo stesso. Oggi, si può ottenere un teol.kand (180 CV - crediti formativi), dopo tre anni di studio all'università.